# Ramadhan Sananta
Ramadhan Sananta (właśc. Muhammad Ramadhan Sananta; ur. 27 listopada 2002 w Daiku) – indonezyjski piłkarz, występujący na pozycji napastnika w indonezyjskim klubie Persis Solo oraz w reprezentacji Indonezji. Uczestnik Pucharu Azji 2023 i Igrzysk Azjatyckich 2022.

## Statystyki

### Klubowe
Na podstawie:
| Klub             | Sezonów | Liga                   | Liga  | Liga   | Puchar | Puchar | Kontynentalne | Kontynentalne | Suma  | Suma   |
| Klub             | Sezonów | Liga                   | Mecze | Bramki | Mecze  | Bramki | Mecze         | Bramki        | Mecze | Bramki |
| ---------------- | ------- | ---------------------- | ----- | ------ | ------ | ------ | ------------- | ------------- | ----- | ------ |
| PS Harjuna Putra | 1       | ?                      | 12    | 9      | 0      | 0      | –             | –             | 12    | 9      |
| Persikabo 1973   | 1       | Indonesia Super League | 4     | 0      | 0      | 0      | –             | –             | 4     | 0      |
| PSM Makassar     | 1       | Indonesia Super League | 24    | 11     | 2      | 0      | 2             | 0             | 28    | 11     |
| Persis Solo      | 1       | Indonesia Super League | 18    | 7      | 0      | 0      | –             | –             | 18    | 7      |
|                  | Łącznie | Łącznie                | 58    | 27     | 2      | 0      | 2             | 0             | 62    | 27     |

### Reprezentacyjne
Na podstawie:
| Gole w reprezentacji | Gole w reprezentacji | Gole w reprezentacji | Gole w reprezentacji | Gole w reprezentacji | Gole w reprezentacji | Gole w reprezentacji | Gole w reprezentacji   |
| Lp.                  | Data                 | Miasto               | Przeciwnik           | Wynik                | Gole                 | Inne                 | Rozgrywki              |
| -------------------- | -------------------- | -------------------- | -------------------- | -------------------- | -------------------- | -------------------- | ---------------------- |
| 1.                   | 26.12.2022           | Kuala Lumpur         | Brunei               | 7:0 (2:0)            | 68'                  |                      | Mistrzostwa ASEAN 2022 |
| 2.                   | 12.10.2023           | Dżakarta             | Brunei               | 6:0 (2:0)            | 63', 67'             |                      | Eliminacje MŚ 2026     |
| 3.                   | 17.10.2023           | Bandar Seri Begawan  | Brunei               | 6:0 (3:0)            | 82'                  |                      | Eliminacje MŚ 2026     |

## Sukcesy
Na podstawie:

### Klubowe
- Mistrz Indonezji 2022/23

### Reprezentacyjne
- I miejsce na Igrzyskach Azji Południowo-Wschodniej 2023

### Indywidualne
- Król strzelców Igrzysk Azji Południowo-Wschodniej 2023